# Maximalitätssatz von Wermer
Der Maximalitätssatz von Wermer, auch Wermers Maximalitätssatz genannt, englisch Wermer's maximality theorem, ist ein mathematischer Lehrsatz, welcher zwischen Funktionentheorie und Funktionalanalysis angesiedelt ist. Der Satz geht zurück auf den Mathematiker John Wermer und behandelt Maximalitätseigenschaften einer speziellen banachschen Funktionenalgebra über dem Körper der komplexen Zahlen.

## Formulierung des Satzes
Der Maximalitätssatz von Wermer lässt sich angeben wie folgt:
Sei  {\displaystyle \mathbb {D} =\{z\in \mathbb {C} \colon |z|\leq 1\}\subseteq \mathbb {C} } die abgeschlossene Einheitskreisscheibe im Körper der komplexen Zahlen, deren topologischer Rand die Einheitssphäre {\displaystyle S^{1}=\{z\in \mathbb {C} \colon |z|=1\}} ist.
Sei dazu {\displaystyle {\mathcal {C}}={\mathcal {C}}(S^{1}\;,\;\mathbb {C} )} die {\displaystyle \mathbb {C} }-Banachalgebra der stetigen komplexwertigen Funktionen {\displaystyle f\colon S^{1}\to \mathbb {C} } , versehen mit den üblichen punktweise definierten Operationen und der Maximumsnorm.
Hier sei schließlich {\displaystyle {\mathcal {A}}} die Teilmenge derjenigen Funktionen {\displaystyle f\in {\mathcal {C}}}, welche eine stetige Fortsetzung auf {\displaystyle \mathbb {D} } derart besitzen, dass diese Fortsetzungsfunktion auf der offenen Einheitskreisscheibe {\displaystyle \mathbb {E} ={\mathbb {D} }^{\circ }=\{z\in \mathbb {C} \colon |z|<1\}}  sogar holomorph ist.

 Dann gilt:
{\displaystyle {\mathcal {A}}} bildet eine echte abgeschlossene Teilalgebra von {\displaystyle {\mathcal {C}}} und ist als solche maximal.
 Das bedeutet: 
 {\displaystyle {\mathcal {A}}} ist eine echte abgeschlossene Teilalgebra von {\displaystyle {\mathcal {C}}} und es existiert keine andere abgeschlossene Teilalgebra {\displaystyle {\mathcal {B}}} von {\displaystyle {\mathcal {C}}} mit {\displaystyle {\mathcal {A}}\subsetneqq {\mathcal {B}}\subsetneqq {\mathcal {C}}}.

## Charakterisierung der Teilalgebra
Hinsichtlich der Zugehörigkeit einer gegebenen Funktion {\displaystyle f\in {\mathcal {C}}} zu der Teilalgebra {\displaystyle {\mathcal {A}}} gilt das folgende Kriterium:
{\displaystyle f\in {\mathcal {A}}\iff }     {\displaystyle \forall k\in \mathbb {N} \colon \int _{0}^{2\pi }f(e^{{i}\phi })\;e^{ik\phi }\;d{\phi }=0}

## Verallgemeinerung des Maximalitätssatzes
Wermers Maximalitätssatz hat folgende Verallgemeinerung, aus der unter anderem hervorgeht, dass neben {\displaystyle {\mathcal {A}}} noch weitere maximale abgeschlossenen Teilalgebren in {\displaystyle {\mathcal {C}}} existieren:
Sei {\displaystyle {\mathcal {D}}} eine abgeschlossene Teilalgebra von {\displaystyle {\mathcal {C}}}, welche
 (1) die konstanten komplexwertigen Funktionen enthält
und
 (2) eine Funktion {\displaystyle g\in {\mathcal {C}}} , deren Einschränkung {\displaystyle g{\upharpoonright }{S^{1}}} auf die Einheitssphäre injektiv ist .

 Dann bildet {\displaystyle {\mathcal {D}}} eine echte abgeschlossene Teilalgebra von {\displaystyle {\mathcal {C}}} , welche als solche maximal ist, oder es ist {\displaystyle {\mathcal {D}}={\mathcal {C}}}.